# I'm Afraid of Americans
Singles de David Bowie
Pallas Athena
(1997) I Can't Read
(1997)
I'm Afraid of Americans est une chanson interprétée par David Bowie et produite par Trent Reznor (avec la contribution de Charlie Clouser), parue en 1997 sur l'album Earthling, puis en single.
Un clip a également été tourné pour l'occasion dont la réalisation a été confiée à Dom&Nick (réalisateur pour The Chemical Brothers entre autres). On peut y voir un David Bowie errer avec un air anxieux dans les rues de New York, poursuivi (?) par un Américain à l'air patibulaire incarné par Trent Reznor.

## Liste des titres
| No  | Titre                       | Durée |
| --- | --------------------------- | ----- |
| A1. | I'm Afraid of Americans V.1 | 5:31  |
| A2. | I'm Afraid of Americans V.2 | 5:51  |
| A3. | I'm Afraid of Americans V.3 | 6:18  |
| A4. | I'm Afraid of Americans V.4 | 5:25  |
| B1. | I'm Afraid of Americans V.5 | 5:38  |
| B2. | I'm Afraid of Americans V.6 | 11:18 |

## Musiciens
Selon le biographe Chris O'Leary :[réf. incomplète]
| Version originale : - David Bowie – chant, chœurs, claviers, boucles, producteur - Brian Eno – claviers, synthétiseurs, boucles, producteur - Carlos Alomar – guitare - David Richards – ingénieur du son | Version Earthling : - David Bowie – chant, chœurs, claviers, producteur - Reeves Gabrels – guitare, producteur - Mark Plati – claviers, synthétiseurs, boucles, producteur, ingénieur du son - Mike Garson – piano électrique - Gail Ann Dorsey – basse - Zack Alford – batterie | Version V1 - Trent Reznor - Danny Lohner - Charlie Clouser - Dave Ogilvie - Keith Hillebrandt |